# Лескён (Атлантические Пиренеи)
Лескён (фр. Lescun) — коммуна во Франции, находится в регионе Аквитания. Департамент — Атлантические Пиренеи. Входит в состав кантона Олорон-Сент-Мари-1. Округ коммуны — Олорон-Сент-Мари.
Код INSEE коммуны — 64336.

## География

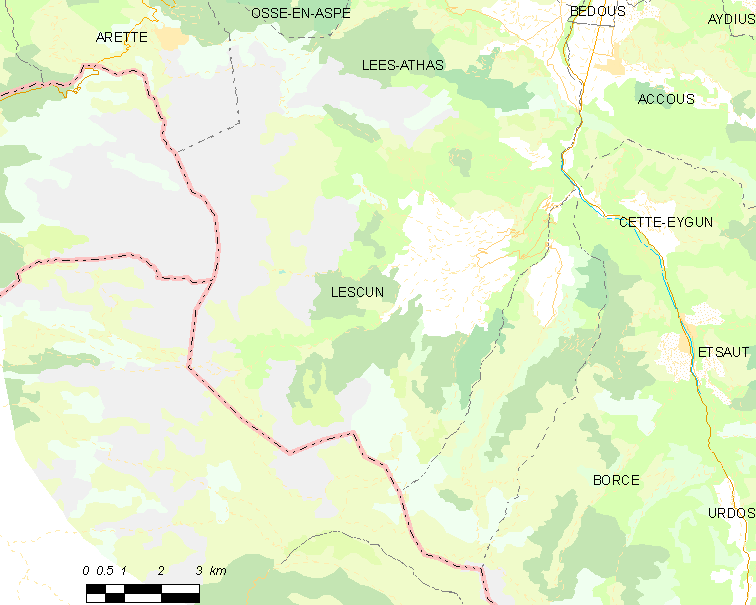
Карта коммуны

Коммуна расположена приблизительно в 700 км к югу от Парижа, в 220 км южнее Бордо, в 50 км к юго-западу от По.
На северо-востоке коммуны протекает река Гав-д’Асп.

### Климат
Климат тёплый океанический. Зима мягкая, средняя температура января — от +5°С до +13°С, температуры ниже −10 °C бывают редко. Снег выпадает около 15 дней в году с ноября по апрель. Максимальная температура летом порядка 20-30 °C, выше 35 °C бывает очень редко. Количество осадков высокое, порядка 1100 мм в год. Характерна безветренная погода, сильные ветры очень редки.

## Население
Население коммуны на 2010 год составляло 179 человек.
| 1962 | 1968 | 1975 | 1982 | 1990 | 1999 | 2010 |
| ---- | ---- | ---- | ---- | ---- | ---- | ---- |
| 367  | 314  | 276  | 208  | 198  | 203  | 179  |

## Администрация
| Период | Период | Фамилия           | Партия       | Примечания |
| ------ | ------ | ----------------- | ------------ | ---------- |
| 1995   | 2014   | Франсуа Бей       | Разные левые |            |
| 2014   | 2020   | Пьер-Феликс Коапе |              |            |

## Экономика
В 2010 году среди 97 человек трудоспособного возраста (15-64 лет) 73 были экономически активными, 24 — неактивными (показатель активности — 75,3 %, в 1999 году было 77,0 %). Из 73 активных жителей работали 71 человек (42 мужчины и 29 женщин), безработных было 2 (1 мужчина и 1 женщина). Среди 24 неактивных 3 человека были учениками или студентами, 15 — пенсионерами, 6 были неактивными по другим причинам.

## Достопримечательности
- Церковь Св. Евлалии (XVI век)

## Фотогалерея

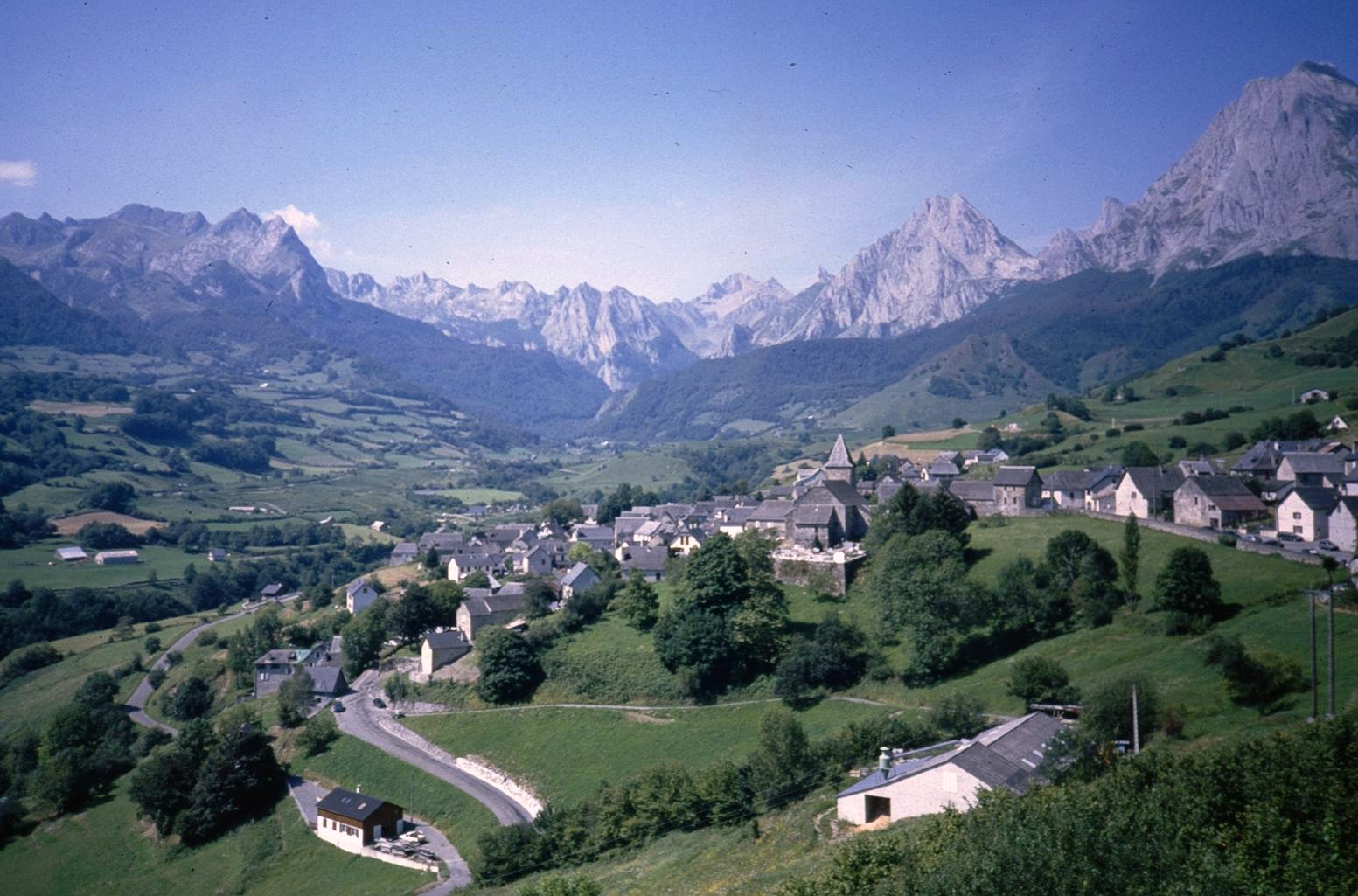
Лескён
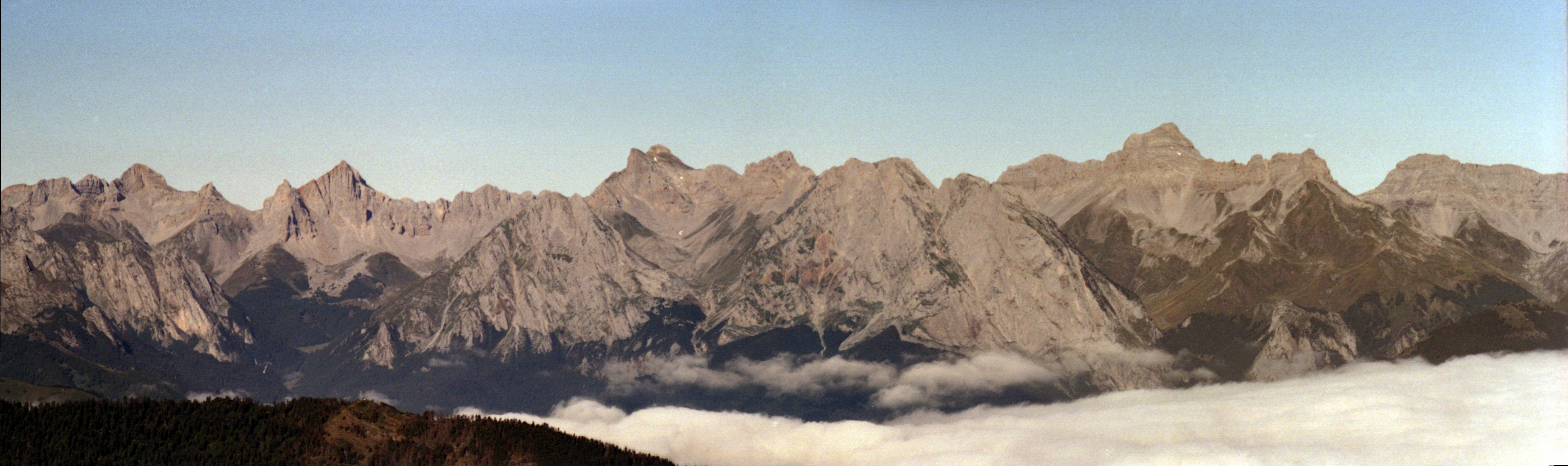
Цирк Лескён
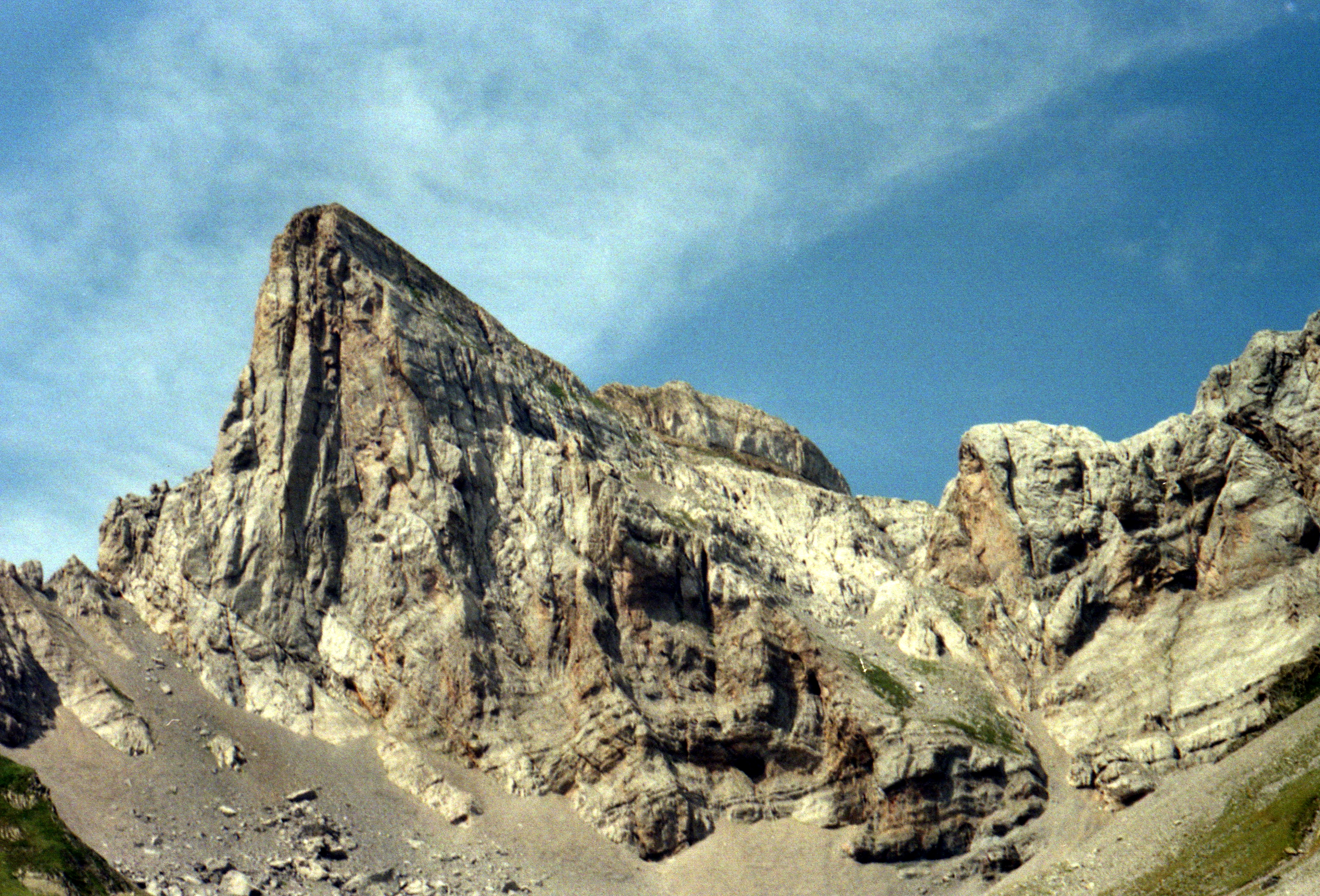
Пик Труа-Руа